# Kofçaz
Kofçaz là một huyện thuộc tỉnh Kırklareli, Thổ Nhĩ Kỳ. Huyện có diện tích 464 km² và dân số thời điểm năm 2007 là 3288 người, mật độ 7 người/km².